# Niagara Falls (Ontario)
Niagara Falls je grad u Kanadi u pokrajini Ontario. Nalazi se na lijevoj obali rijeke Niagare. Prema popisu iz 2016. grad je imao 88.071 stanovnika. Nasuprot ovog grada, preko rijeke Niagare nalazi se istoimeni grad u američkoj saveznoj državi New York. Prema popisu stanovništva iz 2016. godine grad je imao 88.071 stanovnika.

## Vanjske poveznice
- Službena web-stranica Niagara Fallsa